# Бачки славуј
„Бачки славуј” је југословенски ТВ филм из 1969. године. Режирао га је Небојша Комадина а сценарио је написао Богдан Чиплић.

## Улоге
| Глумац                  | Улога |
| ----------------------- | ----- |
| Зоран Бендерић          |       |
| Дара Чаленић            |       |
| Михајло Бата Паскаљевић |       |